# Parafia Podwyższenia Krzyża Świętego w Leśnie
Parafia Podwyższenia Krzyża Świętego w Leśnie – parafia rzymskokatolicka, znajdująca się w diecezji pelplińskiej, w dekanacie Brusy.